# Начальник Генерального штабу (Російська імперія)
Начальник Генерального штабу (Російська імперія) (рос. Начальник Генерального штаба (Российская империя) — одна з найвищих військових посад у Збройних силах Російської імперії.

## Начальники Генерального штабу

### Директори Інспекторського департаменту Військового міністерства Російської імперії
| # | Фото | Ім'я (роки життя)                                                | Військове звання  | Термін в посаді                 |
| - | ---- | ---------------------------------------------------------------- | ----------------- | ------------------------------- |
| 1 |      | Гагарін Павло Гаврилович (8 (19) січня 1777 — 2 (14) січня 1850) | генерал-ад'ютант  | 9 серпня 1812 — 13 грудня 1814  |
| 2 |      | Клейнміхель Андрій Андрійович (1757 — 5 вересня 1815)            | генерал-лейтенант | 13 грудня 1814 — 25 червня 1815 |

### Начальники Головного штабу Російської імператорської армії
| # | Фото | Ім'я (роки життя)                                                                    | Військове звання                         | Термін в посаді                  |
| - | ---- | ------------------------------------------------------------------------------------ | ---------------------------------------- | -------------------------------- |
| 1 |      | Ґейден Федір Логинович (15 (27) вересня 1821 — 18 (31) серпня 1900)                  | генерал-ад'ютант/генерал-лейтенант       | 1 січня 1866 — 22 травня 1881    |
| 2 |      | Обручев Микола Миколайович (21 листопада (3 грудня) 1830 — 25 червня (8 липня) 1904) | генерал-лейтенант/генерал від інфантерії | 10 червня 1881 — 31 грудня 1897  |
| 3 |      | Сахаров Віктор Вікторович (20 липня (1 серпня) 1848 — 22 листопада (5 грудня) 1905)  | генерал-лейтенант                        | 20 січня 1898 — 11 березня 1904  |
| 3 |      | Фролов Петро Олександрович (4 жовтня 1852– після 1918)                               | генерал-лейтенант                        | 11 березня 1904 — 28 червня 1905 |

### Начальники Головного управління Генерального штабу Російської імперії
| #  | Фото | Ім'я (роки життя)                                                          | Військове звання       | Термін в посаді                  |
| -- | ---- | -------------------------------------------------------------------------- | ---------------------- | -------------------------------- |
| 1  |      | Паліцин Федір Федорович (28 жовтня 1851 — 20 лютого 1923)                  | генерал від кавалерії  | 21 червня 1905 — 2 грудня 1908   |
| 2  |      | Сухомлинов Володимир Олександрович (4 (16) серпня 1848 — 2 лютого 1926)    | генерал від кавалерії  | 2 грудня 1908 — 11 березня 1909  |
| 3  |      | Мишлаєвський Олександр Захарович (12 березня 1856 — після 1920)            | генерал від інфантерії | 11 березня — вересень 1909       |
| 4  |      | Гернгросс Євгеній Олександрович (10 (22) лютого 1855 — 4 (17) травня 1912) | генерал-лейтенант      | 30 вересня 1909 — 22 лютого 1911 |
| 5  |      | Жилінський Яків Григорович (15 (27) березня 1853 — ? 1918)                 | генерал від кавалерії  | 22 лютого 1911 — 4 березня 1914  |
| 6  |      | Янушкевич Микола Миколайович (1 (13) травня 1868 — 5 (18) лютого 1918)     | генерал-майор          | 5 березня — 1 серпня 1914        |
| 7  |      | Бєляєв Михайло Олексійович (23 грудня 1863 (4 січня 1864) — вересень 1918) | генерал-майор          | 1 серпня 1914 — 10 серпня 1916   |
| 8  |      | Авер'янов Петро Іванович (5 жовтня 1867 — 13 жовтня 1937)                  | генерал-лейтенант      | 10 серпня 1916 — 15 травня 1917  |
| 9  |      | Романовський Іван Павлович (16 (28 квітня) 1877 — 5 квітня 1920)           | генерал-лейтенант      | 18 липня — 26 вересня 1917       |
| 10 |      | Марушевський Володимир Володимирович (12 липня 1874 — 24 лютого 1952)      | генерал-майор          | 26 вересня — 23 листопада 1917   |

### Начальники Генерального штабу та управляючі Військового міністерства
| # | Фото | Ім'я (роки життя)                                                | Військове звання | Термін в посаді                  |
| - | ---- | ---------------------------------------------------------------- | ---------------- | -------------------------------- |
| 1 |      | Потапов Микола Михайлович (2 (14) березня 1871 — 25 лютого 1946) | генерал-майор    | 23 листопада 1917 — травень 1918 |